# Røynevarden
Røynevarden er et norsk husmandssted som har tilhørt Ryfylkemuseet siden 1948.
På stedet er der seks hus, Gamlestova, det ældste bolighus, som blev bygget her i 1832, Nystova (bolighus) som blev flyttet til stedet i 1892, løe, sauehus, geithus og eldhus. Husene på Røynevarden er blevet restaureret 2007-2009.